# 第一代萨默塞特公爵爱德华·西摩

徽章

第一代萨默塞特公爵愛德華·西摩 KG（Edward Seymour, 1st Duke of Somerset，約1500至1552年1月22日）是一位英格蘭貴族，他是簡·西摩的长兄，1547年至1549年間擔任英格蘭王國（愛德華六世治下）的護國公。1549年因國內叛亂頻發，愛德華·西摩被議會追責，因而失勢，1552年被處決。

## 早年
他是約翰·西摩爵士和馬潔麗·溫特沃斯之子，其母是爱德华三世之后。1514年，他到玛丽·都铎身边工作，参加了后者的婚礼。
1523年，他随第一代萨福克公爵查尔斯·布兰登出征法国，11月1日被公爵封为骑士。1527年，他随托马斯·沃尔西出使法国。1529年，他成为亨利八世的贴身侍从（Esquire of the Body），并受到后者的喜爱。

## 获得权力
1536年，他的妹妹简嫁给亨利八世，他也旋即在当年6月5日获封比彻姆子爵（Viscount Beauchamp），次年10月15日升为赫特福德伯爵。1542年9月，他成为苏格兰边境领主（Lord Warden of the Marches），数月后又成为海军大臣。1544年3月，他受命率军攻打苏格兰，以报复对方背弃爱德华王子的婚约。1544年5月3日，他在利斯登陆，洗劫了爱丁堡。
1544年7月，他本在陪伴凯瑟琳·帕尔，但在8月被国王叫去参加布伦之围，随后又随外交队伍前往法兰德斯，确保查理五世遵守盟约。1545年1月，他开始负责指挥布伦之围，5月指挥对苏格兰的安克拉姆沼泽战役。
1546年3月，他又返回布伦，接替指挥不力的萨里伯爵亨利·霍华德，6月开启与法国和谈。从当年十月开始，他一直随侍国王身边。

## 护国公
亨利八世在1547年1月28日去世，爱德华六世登基，西摩晋封萨默塞特公爵。亨利八世遗嘱並沒有关于护国公的部分，2月4日，枢密院和其他大臣决定让西摩担任护国公。